# مارتین بورتن
مارتین بورتن (انگلیسی: Martin Borthen; ۱۳ اوت ۱۸۷۸ – ۲۵ مارس ۱۹۶۴) قایقران قایق بادبانی اهل نروژ بود.